# Equipo Personal de Transporte de Carga

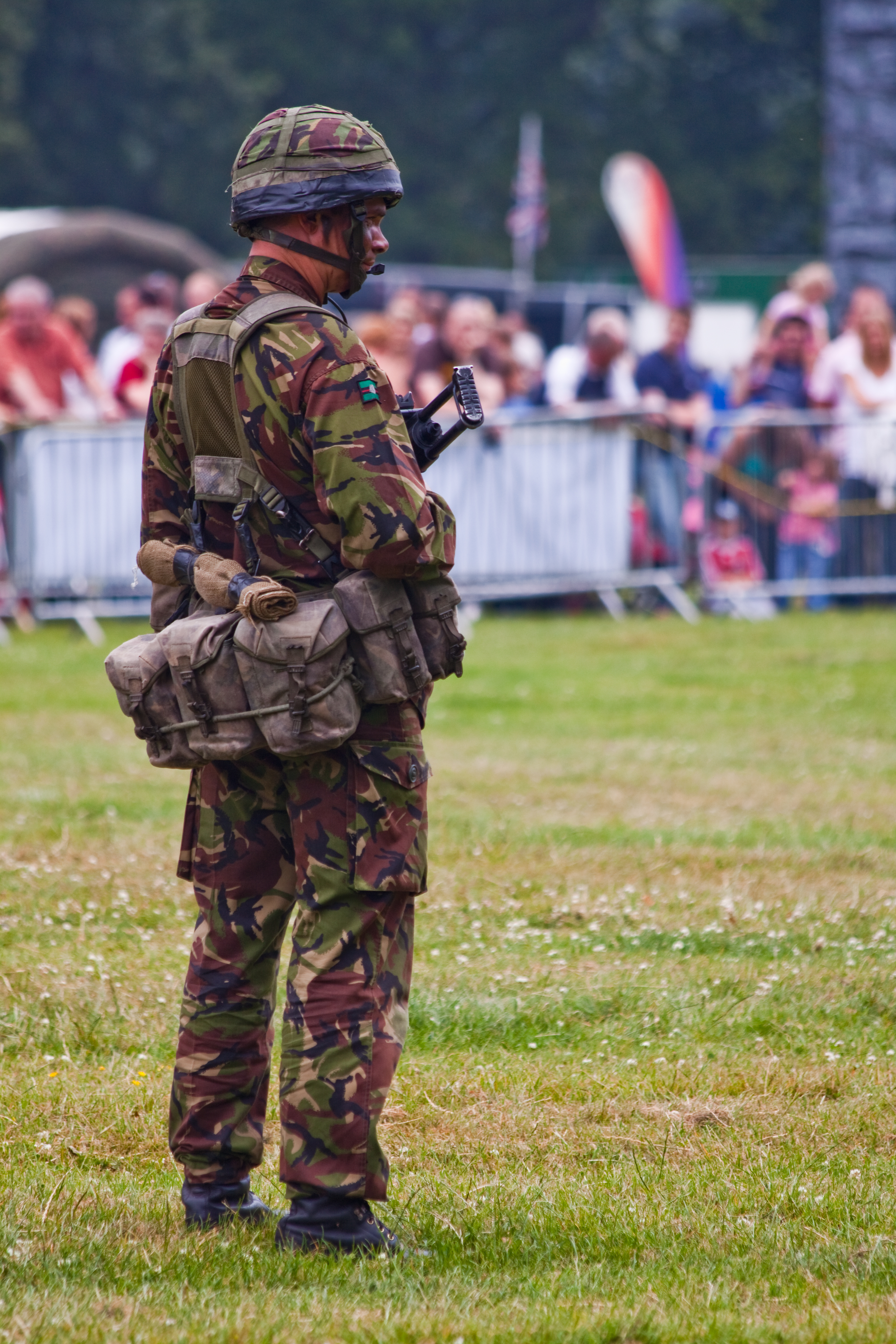
Fuerzas armadas con el Equipo personal de transporte de carga.

El Equipo Personal de Transporte de Carga - EPTC (Personal Load Carrying Equipment - PLCE) es el actual sistema de carga táctico en uso por el Ejército británico. Consiste en una cinta con varios arneses a los hombros y un determinado número de bolsas. Junto al EPTC hay una serie de sistemas de carga similares.
El propósito del EPTC es el proporcionar al soldado de todo lo que necesite para operar autónomamente durante 48 horas. Esto incluye munición, aditamentos para su arma, herramientas, bayoneta, comida y agua (en ocasiones incluye algunos aditamentos para cocinar), protectores NBC y equipo de comunicaciones. Igualmente llevan ropa a prueba de agua.

## Futuro
La mayoría de los países están desarrollando sistemas modulares como el MOLLE del Ejército de los Estados Unidos – USMC y el IdZ del Ejército de Alemania como parte de sus programas de Soldado del Futuro.